# 岡本プク
岡本 プク（おかもとプク、1956年2月14日生）は、日本の女優、演技指導者。本名は磯野真理子。別名は珠子、あるいは清川珠子。鹿児島市出身。

## 略歴
1974年に上京し、劇団未来劇場に入団。劇団主催者里吉しげみの妻水森亜土が名付け親となり、岡本プクの芸名で女優としてデビューする。学園ドラマを中心に活動後、清川虹子に弟子入り。1989年に映画関係者の磯野好司と結婚し、1992年に静岡県に移住。2002年に清川の遺志を継ぎ演劇集団「座・あろゑ」を旗揚げ。さらに俳優養成所あろゑプロジェクトを立ち上げて後進の指導に当たる。著名な教え子に小池亮介がいる。

## 主な出演

### 映画
- ねらわれた学園
- あゝ野麦峠 新緑篇
- 未完の対局
- 女咲かせます
- シャブ極道
- 朝日のあたる家
- 向日葵の丘・1983年夏（岡本ぷく名義）

### ドラマ
- 燃えろアタック
- 翔んだカップル
- 翔んだライバル
- 翔んだパープリン
- さらわれたスーパースター
- 六月の危険な花嫁
- 間違いだらけの夫選び

### バラエティ・情報番組
- たのきん全力投球!
- てっぺん静岡
- 昼めし旅(2024/10/11放送)